# Мандавуй Юнупингу
Мандавуй Юнупингу (на английски: Mandawuy Yunupingu, 17 септември 1956 – 2 юни 2013) е австралийски рок-музикант и учител от аборигенски произход. От 1986 до 2013 година е фронтмен на група „Йоту Инди“ („мама и дете“ на йолнгуски език). Групата има най-големия си успех през 1991 година със сингъла „Treaty“ (Договор). За песента Юнупингу е награден с „Австралиец на годината“ за 1992 година.
След смъртта му, съгласно традициите на аборигените, пълното му име не може да бъде назовавано директно, а се използват формулировки като „господин Юнупингу“, „д-р Юнупингу“, „М. Юнупингу“, „фронтменът на 'Йоту Инди'“ или „Австралиецът на годината за 1992 година“.